# Somotor
Somotor este o comună slovacă, aflată în districtul Trebišov din regiunea Košice. Localitatea se află la altitudinea de 98 m deasupra n.m., se întinde pe o suprafață de 16,3 km2 și în 2017 număra 1.441 de locuitori.

## Istoric
Localitatea Somotor este atestată documentar din 1214.

## Demografie
| An:                | 1994 | 2004   | 2014   | 2024   |
| ------------------ | ---- | ------ | ------ | ------ |
| Număr de persoane: | 1645 | 1671   | 1507   | 1372   |
| Diferență:         |      | +1,58% | −9,81% | −8,95% |

| An:                | 2023 | 2024   |
| ------------------ | ---- | ------ |
| Număr de persoane: | 1370 | 1372   |
| Diferență:         |      | +0,14% |